# جاكي بيرد
جاكي بيرد (بالإنجليزية: Jackie Beard)‏ (10 سبتمبر 1961 - ) هو ملاكم أمريكي، صنّف ضمن فئة وزن البانتام ‏.

## روابط خارجية
- جاكي بيرد على موقع بوكس ريك (الإنجليزية) (registration required)